# Селёма
Селёма— село в Арзамасском районе Нижегородской области. Входит в Балахонихинский сельсовет,а также окружена полем с западной стороны и рекой Селемкой и с восточной стороны лесом и рекой Коваксой

## Население
| 1999 | 2002 | 2010 |
| ---- | ---- | ---- |
| 538  | ↘448 | ↘372 |

## История
Изначально - поселение эрзянских бортников. Впоследствии стало дворцовым селом. В 18 веке село имело второе название - Майдан.

## Достопримечательности
В селе находится Церковь Троицы Живоначальной (1833).

## Улицы
- Нагорная
- Пролетарская
- Центральная